# Besøgshund
En besøgshund er en hund, der sammen med ejeren besøger fx beboere på plejecentre eller andre institutioner for at give beboerne mulighed for samvær med dyr.

## Hvordan virker besøgshunde?
En besøgshund kan sammen med sin ejer stimulere en ældre eller svækket borger til at komme op af stolen og ud at gå en tur. På den måde får personen mulighed for fysisk aktivitet og få talt med andre, som de møder på turen, uanset om turen er indenfor eller udenfor. Samtidig giver hunden anledning til noget at tale indbyrdes om efter besøget og noget at glæde sig til imellem besøgene. På den måde kan besøgshunde forbedre det sociale liv. Besøgshunde kan også stimulere evnen til at komme i kontakt med følelserne og til at udtrykke dem. Et besøg fra en besøgshund kan appellere til personens følelser, fordi hunden skaber en spontan og umiddelbar følelse af ømhed, kærlighed og omsorgstrang og måske en erindring, personen ikke selv kan få frem.
En besøgshund kommer ikke alene. Den er på besøg med sin ejer eller fører. Det er hundeføreren, der ”står for” besøget, og ham eller hende, der skal kunne gøre hunden tilgængelig for mange forskellige grupper af beboere. Samtidig er hundeførerens fornemste ansvar naturligvis ansvaret hundens velbefindende. Det er meget vigtigt at vide, hvordan den bruges bedst muligt. Og det er vigtigt at kende tegnene på, når den er træt og har fået nok besøg for en dag.

## Besøgshunde i Danmark
Der findes flere besøgshundeordninger i Danmark. Den største landsdækkende ordning er TrygFonden Besøgshunde, som er et korps af frivillige hundeejere og deres hunde – såkaldte hundeekvipager. 
Der stilles forskellige krav til besøgshundene og deres ejere, alt efter hvilken besøgshundeordning det drejer sig om.
Besøgshundene og deres ejere besøger typisk plejecentre for at glæde beboerne og skabe liv i hverdagen. Besøgene kan foregå i opholdsstuen, hvor alle beboerne er til stede, eller beboerne kan få besøg i deres egen bolig.

## Forskning i besøgshundes effekt på mennesker
Forskning i besøgshunde er et nyt område i Danmark, og internationalt findes der også kun sparsom dokumentation.
I 2013 offentliggjorde TrygFonden i samarbejde med Aarhus Universitet resultatet at et treårigt forskningsprojekt om besøgshundes effekt på ældre og demensramte. Konklusionen var, at besøgshunde til ældre og demensramte virker. Hundene giver umiddelbar respons til de ældre og demensramte, og sammenlignet med robotsæler og demensbamser er hundene også bedst til at fastholde de ældres lyst til at tale til dem. 